# (11998) Fermilab
(11998) Fermilab est un astéroïde de la ceinture principale.

## Description
(11998) Fermilab est un astéroïde de la ceinture principale. Il fut découvert le 12 janvier 1996 à Kitt Peak par le projet Spacewatch. Il présente une orbite caractérisée par un demi-grand axe de 3,07 UA, une excentricité de 0,24 et une inclinaison de 4,2° par rapport à l'écliptique.

## Compléments